# Elizabeth Sackler
Pour les articles homonymes, voir Sackler.
Elizabeth Ann Sackler (née le 19 février 1948) est une historienne de l'art américaine. Elle est la fondatrice du Centre Elizabeth A. Sackler pour l'art féministe au Brooklyn Museum.

## Premières années et études
Elizabeth Sackler est née à New York. Ses parents sont Else Sackler (née Jorgensen), originaire du Danemark, et Arthur M. Sackler, psychiatre, entrepreneur et philanthrope. Elle a une sœur, Carol Master. En 1966, elle est diplômée à la New Lincoln School (en), une High school privée expérimentale New York. En 1997, elle obtient un doctorat de l'Union Institute & University (en),.

## Carrière
En 1992, elle fonde et devient présidente de l'American Indian Ritual Object Repatriation Foundation. Elle est présidente de L'Arthur M. Sackler Foundation, à New York et de l'Elizabeth A. Sackler Foundation.

### Brooklyn Museum
En 2007, elle fonde le Centre Elizabeth A. Sackler pour l'art féministe, le premier musée consacré aux artistes femmes et féministes de l'art, situé au Brooklyn Museum. Une pièce maîtresse de la collection est l'installation de The Dinner Party, œuvre de Judy Chicago,.
En juin 2014, Elizabeth Sackler est devenue la première femme à être élue présidente par le conseil d'administration du Brooklyn Museum,. Elle a occupé ce poste jusqu'en juin 2016. Elle est membre du Conseil d'administration du Brooklyn Museum depuis l'an 2000.

## Honneurs et récompenses
- 1994 : Native American Film and Video Celebration, Lincoln Center, (New York), Prix d'Honneur, productrice exécutive de Life Spirit
- 1998 : The Union Institute (Cincinnati), prix Sussman pour l'Excellence académique
- 1999 : Yurok Tribal Council (Eureka)
- 2002 : Brooklyn Museum, prix Community Committee's Women in the Arts
- 2003 : Women’s eNews (New York), prix « 21 leaders du 21e siècle »
- 2004 : Women’s Caucus for Art (Seattle), prix du Président
- 2005 : Drums Along The Hudson (New York), Natif américain de l'année
- 2006 : ArtTable Award, service distingué pour les Arts visuels
- 2007 : Moore College of Art, prix « femme visionnaire »
- 2015 : l'atelier artistique du Collège International (SACI), maîtrise honoraire en beaux-arts[13]

## Fonctions de gérance et de direction
- Membre du National Council on Public History (en)
- Fellow for Life (membre à vie) du Metropolitan Museum of Art
- Membre du cercles des fondateurs de l'Institute of American Indian Arts Museum (Santa Fe)
- 1987–présent : directrice générale de la Arthur M. Sackler Foundation (New York)
- 1992–présent : fondatrice et présidente de l'American Indian Ritual Object Repatriation Foundation (New York, NY)
- 1995-1999 : présidente-fondatrice des Amis des galeries Freer and Sackler de la Smithsonian Institution (Washington)
- 2000–présent : membre du conseil consultatif du National Museum of Women in the Arts (Washington)
- 2000–présent : membre du Conseil d'administration, du Comité des Collections, du Comité Exécutif Brooklyn Museum
  - 2014-2016 : présidente du Conseil d'administration
- 2001–présent : présidente de l'Elizabeth A. Sackler Foundation (New York)
- 2001-2006 : New Mexico Statuary Hall Foundation, Office of Indian Affairs (Santa Fe), membre du conseil national de la Statuary Hall Collection, Washington

## Travaux et publications
- Elizabeth A. Sackler, Ethics and the Visual Arts, New York, Allworth Press, 2006, 89–104 p. (ISBN 978-1-581-15600-3, OCLC 859537911, lire en ligne), « Chapter 6. Calling for a Code of Ethics in the Indian Art Market »